# 大西洋連邦
大西洋連邦（たいせいようれんぽう）は、アニメ『機動戦士ガンダムSEED』及び『機動戦士ガンダムSEED DESTINY』に登場する架空の国家。

## 概要
アメリカ、カナダ、メキシコ、イギリス、アイルランド、アイスランド、グリーンランドなどによる連邦国家であり、首都はワシントンD.C.。
西暦末期に起こった再構築戦争（第三次世界大戦）によって誕生した国家の一つ。選挙により選ばれた大統領を元首とする共和制をとっている。大統領の官邸及び執務オフィスはホワイトハウスになっている。
プラント建設計画の折には出資を各国に呼びかけた事から、理事国のリーダーとなった。東アジア共和国やユーラシア連邦と共に地球連合の中心的国家であり、軍事面以外にも強い発言権を有している。反コーディネイター色が強く、ブルーコスモスの構成員を多く抱えている。
C.E.71年5月に行われたアラスカ防衛戦においてユーラシア連邦の主戦力が大打撃を受けた事から、連合内での発言権を増していく。C.E.71年月にはニュートロンジャマーキャンセラーを入手したため、それを独占する事で他の加盟国に対する大きな優位性を得た。
こうしてC.E.73年には、地球連合内において大西洋連邦一強の支配を築いたが、第2次連合・プラント大戦の勃発によって徴兵や活動の制限がなされると、ユーラシア連邦等の地域では同国や大西洋連邦に対し民衆の不満が募り始める状況下を生んだ。
なお、パトリック・ザラは、地球上において遺伝子操作によるコーディネイター誕生が国際法で禁じられた後、大西洋連邦にて極秘裏に生まれたコーディネイターである。

## 企業
地球連合軍初の量産型モビルスーツ「ストライクダガー」や、第2期GAT-Xシリーズは、この国のミシガン州デトロイト市にあるメーカーで開発、製造された。制空戦闘機スピアヘッドの開発元P・M・P社、コスモグラスパーの共同開発元の一つアドヴァンスト・スペース・ダイナミック社が所在する。

## 劇中での動向

### 機動戦士ガンダムSEED
マリュー・ラミアスらアークエンジェルのクルーが所属する国家であり、ヘリオポリスにおいて、GATシリーズの5機とアークエンジェルを極秘に開発していた。アラスカ基地防衛戦では、地球連合軍首脳の中枢を占める大西洋連邦将校（その多くがウィリアム・サザーランドを筆頭としたブルーコスモスシンパであった）が事前に潜水艦で脱出した上でサイクロプスを起爆させ、同地にその大半が投入されていたザフト侵攻軍を壊滅させた。この際、基地防衛にあたっていたユーラシア連邦将兵の多くが巻き添えにされたが、大西洋連邦側はこの犠牲をザフトの大量破壊兵器によるものと対外的には発表した。
アークエンジェルの離脱後は、地球連合軍の中心勢力として後期GAT-Xシリーズであるフォビドゥン、カラミティ、レイダーと、地球連合軍初の量産型MSであるストライクダガーを開発し、実戦配備を行った。パナマ攻略戦では、ザフトによるマスドライバー破壊を許すも、その後行われたオーブ解放作戦ではマスドライバーおよびモルゲンレーテ社自爆と引き換えにオーブ連合首長国を支配下に置くことに成功する。同時期に行われたユーラシア連邦主導による第三次ビクトリア攻防戦により奪取したビクトリア基地より月面のプトレマイオス基地に大量の兵力を増強する。その後、行われたエルビス作戦でも主導的な役割を果たしたが、第二次ヤキン・ドゥーエ攻防戦では首都ワシントンがジェネシスの照準にされる。

### 機動戦士ガンダムSEED DESTINY
停戦後、穏健派であるジョゼフ・コープランド大統領が当選し、ブルーコスモスの弱体化により反プラント世論は沈静化していたが、ユニウスセブン落下テロ事件とそれに呼応した反ナチュラル主義者によるテロが頻発したことで再び反プラントの急先鋒となった。また、この一件により旧イギリスの首都ロンドンに破片が落下し、さらにポーツマスが水没した。
ロード・ジブリールを始め、ロゴスの幹部が深くかかわっており、開戦後はその強大な軍事力を背景に戦争を推し進めた。しかし、この時はそれほど望んでいない戦争をジブリールから「強引に開戦」させられたうえ、第1撃であるプラントへの核攻撃もカーペンタリア攻撃も成功せずコープランド大統領とジブリールとの関係は良好とは言えないものとなる。次にジブリールはスエズへの増援を要求したが大統領はその場で明確に拒否はしなかったものの派遣そのものは見送られ、かわりにオーブ海軍が派遣された。その後、ギルバート・デュランダルによりロゴスの存在は暴露され、デストロイによりベルリンを始めユーラシア西側での暴虐が明らかにされると事態が一変し、東アジア共和国を初めとした連合内部の反ロゴス、反ブルーコスモス派が反ロゴス同盟軍を結成、各地で反ロゴスの暴動やザフト軍との共同作戦も発生した。ジブリールらロゴス関係者はヘブンズベースに逃れるも壊滅した。その後、コープランド大統領はダイダロス攻防戦からデスティニープラン発表時においてアルザッヘル基地に滞在していた。
その後、月面ダイダロス基地に逃れたジブリールはレクイエムを独断でプラントへ向け照射するが、首都アプリリウスを撃ち損ねたために手痛い反撃を受けることになる。ジブリールは戦死し、レクイエムは最小限の損傷のみで陥落、接収ののち修理されザフトの戦力となった。ギルバート・デュランダルがデスティニー・プランを発表するとオーブ連合首長国、スカンジナビア王国が反対の声明を出したのに呼応し、アルザッヘル基地から艦隊を発進させるが直後にレクイエムによって基地は破壊され、同基地に滞在していたコープランドは死亡した。残存した地球連合軍の月面戦力はオーブ・クライン艦隊と合流し、メサイア攻防戦に参戦した。

### 機動戦士ガンダムSEED DESTINY ASTRAY
漫画版およびフォトストーリー版『ガンダムSEED DESTINY ASTRAY』では、ヤキン・ドゥーエ攻防戦後から間もないC.E.71年11月に南アメリカ独立戦争が起こり、併合されていた南アメリカ合衆国独立阻止のため、南アメリカでの戦闘状態がユニウス条約締結まで続いた。

### 機動戦士ガンダムSEED ASTRAY 天空の皇女
『SEED DESTINY』終了後のC.E.が舞台である『機動戦士ガンダムSEED ASTRAY 天空の皇女』では、大西洋連邦の動向は不明であるが地球連合は存続しており、連合からウィンスレット・ワールド・コンツェルン社の経営権を取り戻したラス・ウィンスレットを暗殺するためにMS部隊を派遣している。

### 機動戦士ガンダムSEED FREEDOM
第二次連合・プラント大戦終結後、大西洋連邦はプラントやオーブと共に『平和維持のための、実行力を保有した、非国家、非遺伝子差別的な能動的組織』としてコンパスを設立し、兵を送っている。C.E.75年時点での大西洋連邦大統領はフォスターである。「エルドアの惨劇」以降は、再びプラントとの対立が激しくなっている。